# 齐海峰
齐海峰（1983年8月7日—，辽宁大连），中国十项全能运动员。个人最好成绩是8290分（2005年5月在格齊斯取得）。在2009年的全国锦标赛上，他以7729分的总分夺冠。

## 成绩
| 年        | 賽事               | 舉辦城市           | 名次      | 記錄      |
| 代表 中国 | 代表 中国          | 代表 中国          | 代表 中国 | 代表 中国 |
| --------- | ------------------ | ------------------ | --------- | --------- |
| 2001      | 夏季世界大學運動會 | 中华人民共和国北京 | 第3名     | 十项全能  |
| 2002      | 亚洲运动会         | 韩国釜山           | 第1名     | 十项全能  |
| 2003      | 世界锦标赛         | 法兰西巴黎         | 第7名     | 十项全能  |
| 2004      | 奥林匹克运动会     | 希腊雅典           | 第18名    | 十项全能  |
| 2005      | 海波运动会         | 奥地利格齐斯       | 第4名     | 十项全能  |
| 2005      | 世界锦标赛         | 芬兰赫尔辛基       | 未能完赛  | 十项全能  |
| 2008      | 奥林匹克运动会     | 中华人民共和国北京 | 第18名    | 十项全能  |

## 外部連結
- Qi Haifeng在的頁面